# Йенс Лапидус
Йенс Лапидус (на английски: Jens Lapidus) е шведски адвокат и писател на произведения в жанра трилър и криминален роман, известен с книгите си за подземния свят в Стокхолм.

## Биография и творчество
Йенс Лапидус е роден на 24 май 1974 г. в Стокхолм, Швеция. Израства в района Грьонвал. Учи в гимназия „Франс Шартаус“. Завършва право в Стокхолмския университет и в Лондон. Посещава отделни курсове по история на идеите, медиите, икономиката и практическата философия.
След дипломирането си работи в Окръжния съд на община Солентюна. В периода периода 2004–2007 г. е асистент адвокат, а след това адвокат в адвокатската адвокатска кантора „Mannheimer Swartling“. Работи по наказателни дела, и по дела за неоправдано дълги арести, заедно със забрана за посещения. През 2008 г. е обявен за модна икона.
Едновременно с работата си започна да пише романи. През 2017 г. напуска работата си и се оттегля от адвокатската колегия
Първият му роман „Лесни пари“ от поредицата „Нощен Стокхолм“ е издаден през 2006 г. Книгата е разказ за подземния свят на Стокхолм, за действителността зад патрицианските фасади на дворците и официалните институции в шведската столица, в унилите жилищни блокове на нейните предградия, населени с пришълци имигранти, в нелегалните публични домове, в затвора – все места, където намират място наркодилърите и гангстерите в борба за бързи и лесни печалби. Той става бестселър и го прави известен. През 2010 г. е екранизиран в едноименния филм с участието на Джоел Кинаман и Матиас Варела. Другите части от поредицата също са екранизирани.
През 2014 г. е публикуван първия му роман „VIP-rummet“ (ВИП стая) от поредицата му „Теди и Емели“. Главни герои са топ адвокатката Емели Янсон и финансово притеснения бившия полицай Теди, които съвместно разследват изчезването на известен инвеститор, мисия която става опасна за живота им.
Йенс Лапидус живее със семейството си в Стокхолм.

## Произведения

### Серия „Нощен Стокхолм“ (Stockholm Noir)
1. Snabba cash (2006)
Лесни пари: Черен роман за Стокхолм, изд.: „Сиела“, София (2009), прев. Вера Ганчева
2. Aldrig fucka upp (2008)
Никога не прецаквай, изд.: „Сиела“, София (2010), прев. Вера Ганчева
3. Livet deluxe (2011)

### Серия „Теди и Емели“ (Teddy & Emelie)
1. VIP-rummet (2014)
2. STHLM Delete (2015)
3. Topp dogg (2017)

### Графични романи
- Gängkrig 145 (2009)

### Сборници
- Mamma försökte (2012)

### Екранизации
- 2010 Snabba cash
- 2012 Snabba cash II
- 2013 Snabba cash – Livet deluxe
- 2015 Kerstin Ström – история
- 2018 Advokaten – ТВ сериал, 10 епизода